# Sheraton Hotel (Harare)

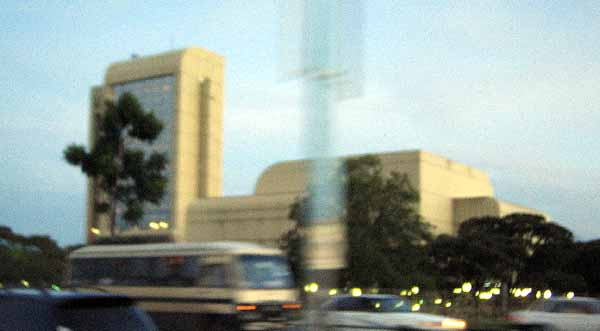
Budova hotelu

Sheraton Hotel v zimbabwské metropoli Harare se nachází na adrese Pennefather Avenue. Představuje jeden z luxusních hotelů ve městě; výšková stavba disponuje konferenčním sálem a 304 pokoji, z nichž 67 je v šestnáctipatrové věži.
Pětihvězdičkový hotel byl vybudován v letech 1982 až 1986. Jednalo se o realizaci tehdejšího jugoslávského podniku Energoprojekt; hotel vznikl v rámci spolupráce Hnutí nezúčastněných zemí dle návrhu architektů Ljiljany a Dragoljuba Bakiće.